# جائزة إسبانيا الكبرى 2001
جائزة إسبانيا الكبرى 2001 (بالإنجليزية: 2001 Spanish Grand Prix)‏ هو سباق فورمولا 1 أقيم بتاريخ 29 أبريل 2001 في حلبة دي كاتلونيا، برشلونة، إسبانيا. كان الخامس من أصل 17 في بطولة العالم لسباقات الفورمولا واحد موسم 2001. حلّ الألماني مايكل شوماخر أولا بينما جاء الكولومبي خوان بابلو مونتويا في المركز الثاني وحصل على المركز الثالث الكندي جاك فيلنوف.